# Bistum Agboville
Das Bistum Agboville (lat.: Dioecesis Agbovillensis) ist ein römisch-katholisches Bistum in der Elfenbeinküste in Westafrika.

## Geschichte und Geographische Lage
Am 14. Oktober 2006 errichtete Papst Benedikt XVI. das Bistum Agboville durch Abtrennung des nördlichen Teils des Bistums Yopougon und ernannte Alexis Touably Youlo zum ersten Diözesanbischof. Das Bistum Agboville umfasst die Départements Agboville, Adzopé und Tiassalé. Es grenzt im Norden an das Bistum Yamoussoukro, im Osten an das Bistum Abengourou und im Westen an das Erzbistum Gagnoa. Der Süden wird begrenzt durch das Mutterbistum Yopougon und Abidjan.

## Organisation
Die Pfarrkirche St. Jean-Marie Vianney in Agboville wurde zur Kathedrale des Bistums erhoben. Das Bistum umfasst die folgenden Pfarreien:

### Pastoralkreis Adzopé
Dieser Pastoralkreis befindet sich in ländlichem Gebiet und umfasst sieben Pfarreien:
- Pfarrei Saint Charles in Adzopé, gegründet 1939
- Pfarrei Leproserie in Duquesne-Cremone
- Pfarrei Saint Martin in Akoupé, gegründet 1995
- Pfarrei Saint Pierre in Affery, gegründet 1994
- Pfarrei Saint Joseph in Assikoi, gegründet 1999
- Pfarrei Saint Michel in Boudépé, gegründet 1980
- Pfarrei Saint Michel in Yakassé-Attobrou, gegründet 1984

### Pastoralkreis Agboville
Dieser Pastoralkreis befindet sich in ländlichem Gebiet der Region Agnéby und umfasste acht Pfarreien.
- Pfarrei Saint Jean Marie Vianney in Agboville, gegründet 1916
- Pfarrei Immaculée Conception in Attobrou
- Pfarrei Sainte Anne in Azaguié, gegründet 1968
- Pfarrei Saint Michel in Aboudé-Kouassikro, gegründet 1998
- Pfarrei Saint Pierre in Oress-Krobou, gegründet 1999
- Pfarrei Saint Hilaire in Rubino, gegründet 1983
- Pfarrei Saint Michel in Cechi, gegründet 2003
- Pfarrei Saint Thomas d’Acquin in Grandmorie, gegründet 2003

### Pastoralkreis Tiassalé
Dieser Pastoralkreis befindet sich in ländlichem Gebiet und umfasst vier Pfarreien:
- Pfarrei Immaculée Conception in Tiassalé, gegründet 1945
- Pfarrei Saint Jean Baptiste in Morokro, gegründet 2000
- Pfarrei Sacré Coeur in N’Douci, gegründet 2001
- Pfarrei Saint Lambert in Taabo, gegründet 1988